# Infestation: Origins
Infestation: Origins (originalmente intitulado Infestation 88) é um próximo jogo de terror com lançamento previsto para 2024. O videogame apresenta notavelmente o personagem da The Walt Disney Company, Mickey Mouse, quando ele apareceu no curta-metragem de animação de 1928, Steamboat Willie. O jogo foi anunciado em 1º de janeiro de 2024, após o curta passar para domínio público.

## Controvérsia
Após seu anúncio inicial, a IGN comparou o jogo ao filme de terror de 2023, Ursinho Pooh: Sangue e Mel, devido a uma situação semelhante em que Ursinho Pooh caiu em domínio público. Assim que o jogo foi anunciado, o jogo foi criticado por ser uma troca de ativos, bem como pelo suposto uso de deepfakes de áudio em vez de dublagem. Além disso, o jogo foi criticado por refletir temas neonazistas especialmente com o uso do número 88, número abraçado pelos neonazistas. Em resposta às alegações, os desenvolvedores renomearam o jogo.

## Lista de obras criativas após o Mickey Mouse entrar em domínio público
- Lista de obras criativas do Mickey Mouse após entrar em domínio público
- Infestation: Origins